# Trogidae
Los trógidos (Trogidae) son una familia de coleópteros polífagos de la superfamilia Scarabaeoidea con unas 300 especies descritas.  Su tamaño oscila entre 2,5 y 20 mm.
Tanto las larvas como los adultos viven a expensas de cadáveres secos de animales, o en nidos de mamíferos o aves, donde aprovechan el pelo y las plumas.

## Géneros
Troginae
- Afromorgus - Madagatrox - Omorgus - Polynoncus - Trox

†Avitortorinae
- Avitortor

†Prototroginae
- Prototrox